# Sesamia calamistis
Sesamia calamistis är en fjärilsart som beskrevs av George Francis Hampson 1910. Sesamia calamistis ingår i släktet Sesamia och familjen nattflyn. Inga underarter finns listade i Catalogue of Life.

## Bildgalleri

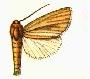